# Bezzia albuquerquei
Bezzia albuquerquei är en tvåvingeart som beskrevs av Lane 1961. Bezzia albuquerquei ingår i släktet Bezzia och familjen svidknott. Inga underarter finns listade i Catalogue of Life.